# 수정전
경복궁 수정전(景福宮 修政殿)은 서울특별시 종로구에 있는 조선시대의 건축물이다. 2012년 3월 2일 대한민국의 보물 제1760호로 지정되었다. 근정전 동편 경회루 바로 앞에 자리한다.

## 입지 현황 및 역사문화환경
수정전은 근정전 서측에 있는 건물로써, 북으로는 경회루가 자리 잡고 있다. 임진왜란 때 경복궁이 불타 없어지기 전인 세종 연간에는 학문을 연구하며, 왕에게 주요 정책을 자문하고 건의하던 기관으로 한글을 창제하는 등 문치의 본산이었던 집현전이 있던 곳으로 왕의 영역과 신하들의 영역이 만나는 접점인 이곳에 자리 잡고 있다.고종 때 중건되어 이후에도 외조공간에 자리 잡은 왕의 편전으로 사용되었으며, 1894년 갑오개혁 때에는 대한제국의 군국기무처를 여기에 두었으며, 이후 내각청사로 사용되었다. 4면에는 행각과 남쪽의 외행각이 일곽을 형성하고 있었지만, 일제 때 훼철되고 현재의 본전 건물인 수정전만 남아있다.

## 연혁

### 조선 초
조선 초기 왕조실록에는 수정전과 관련된 기록이 보이지 않고, 조선 초기에 작성된 경복궁 전도에도 나타나지 않는 것으로 미루어 경복궁이 궁궐로써 면모를 갖추기 시작한 시기에 창건되었을 것으로 추측된다. 세종 조에는 집현전으로 사용되었고, 세조 때에는 예문관으로도 사용되었다. 그 후 선조25년(1592) 4월 임진왜란으로 인해 경복궁의 수많은 전각과 함께 소실되었다.

### 근대
지금 전해지는 건물은 고종 4년(1867)에 근정전, 사정전, 경회루 등과 함께 중건한 것이다. 중건 당시에는 4면의 행각과 남쪽으로 외행각이 있었으나 일제시대를 거치면서 내부 벽체와 창호가 훼철되었고 수정전을 제외한 모든 건물이 철거되었다. 1915년 가을에 조선의 정궁을 훼철하고 조선총독부를 세우고자 하는 일제의 전초작업으로 시정 5주년 기념사업인 조선물산공진회를 경복궁에서 개최하면서 헐게 된 것인데, 현재에 이르고 있다. ‘수정(修政)’은 ‘정사를 잘 수행함’이란 의미로 현판글씨는 중건 당시 조석원이 썼으며, 조선 후기 문신으로 도승지에까지 이르렀으며, 글씨에 조예가 깊었다.

## 구조

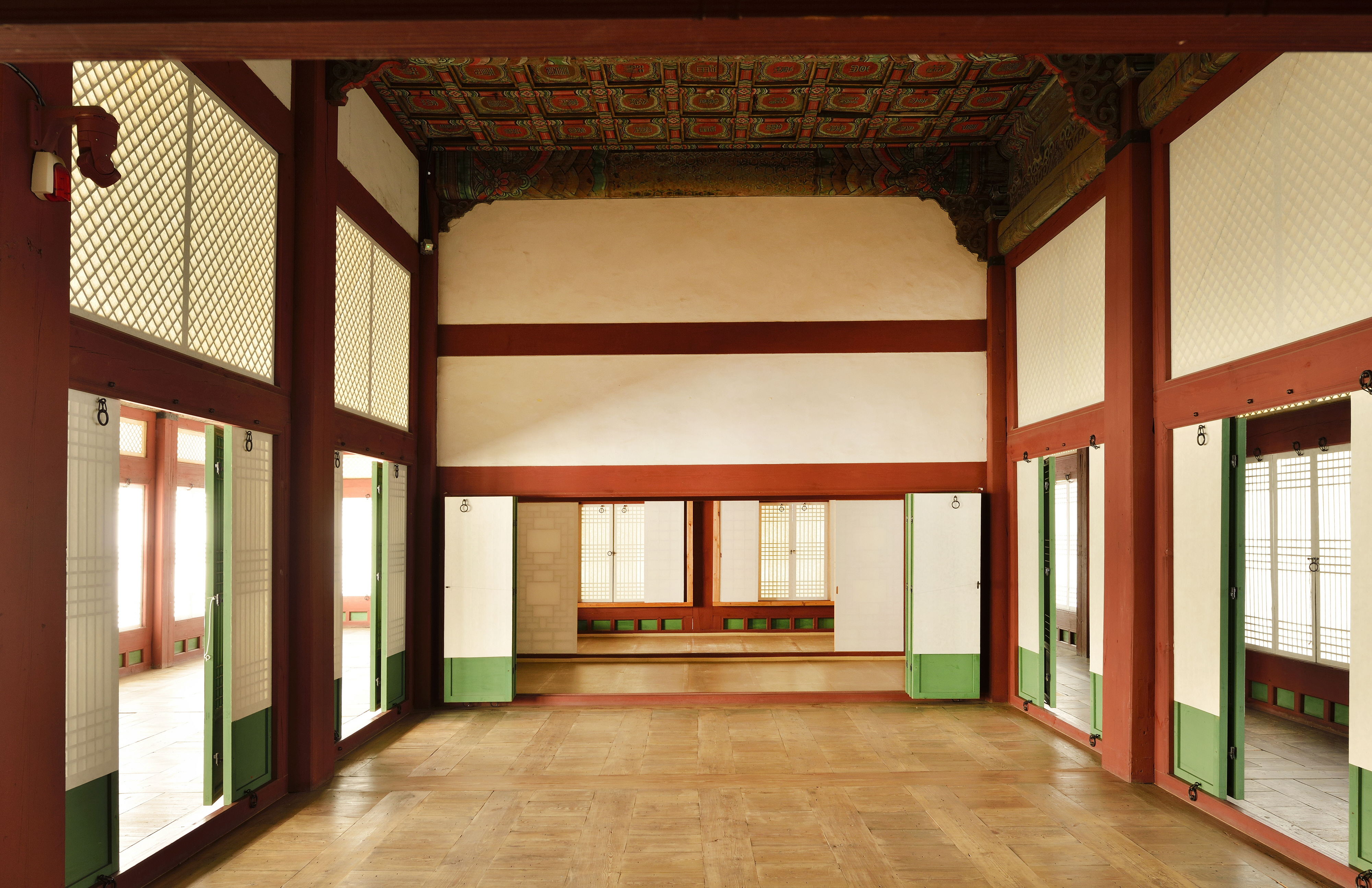
수정전 내부 모습

경복궁 근정전 서편의 외조공간에서 유일하게 남아 있는 건물로 다른 궁궐의 건물에서는 볼 수 없는 넓은 월대(月臺)를 갖춘 장대한 건물외관, 가구부재 등이 중건 당시의 모습을 현재까지도 잘 유지하고 있다.
건물은 고종 때 중요한 자료인 궁궐지에는 수정전과 이에 부속된 행각의 명칭, 규모, 양식, 주칸 등이 비교적 소상히 기록되어 있으며, 정면 10칸, 측면 4칸의 비교적 긴 장대한 건물로 남향으로 앉혀진 1고주 7량가의 이익공양식 단층 팔작지붕이다.
수정전 정면에는 네 벌대의 넓은 월대가 조성되어 있다. 월대에는 정면에 계단을 3곳 설치하였고, 중앙의 계단은 소맷돌을 두어 좌우계단과 차별화시켰으며, 이것은 임금의 출입이 자주 있는 편전임을 의미한다. 다섯 벌대나 되는 높은 건물기단 위에는 4각 초석위에 각기둥을 세우고 띠살창 분합문과 빗살창교창을 사방 전면으로 둘러 설치하였다.
높은 기단의 좌우 측면에는 불을 넣는 아궁이를 설치하여 온돌방을 두었다.
평면은 정면 10칸, 측면 4칸으로 앞면 퇴칸 주간을 넓게 하여 10칸의 도리방향을 모두 대청으로 터져 있으며 좌우 및 후면의 퇴칸이 연결되어 내부 회랑 역할을 한다.
공포는 길게 뻗은 쇠서의 이익공 위에 소로를 높고 양봉한 보머리를 받으며 주심도리를 받아준다.
지붕의 용마루 및 내림마루엔 양성을 하고 취두, 잡상을 배열했다. 건물의 짜임이 견고하고 창의력있는 구조다.

## 지정 가치
수정전은 외관, 가구부재 등 전반적으로 양호한 상태로 중건 당시의 모습이 잘 유지되어 있다. 또한 임진왜란(1592) 이전에는 한글창제의 본산인 집현전으로 사용되었으며, 고종 중반 우리 역사의 대격변기(1890년대)에 여러 제도가 급변할 때 중추적 역할을 했던 건물로서 사회역사적으로 중요한 가치가 있는 건물이다. 또한 광화문에서 근정전 서편에 해당하는 외조공간에서 궐내각사가 모두 훼철되고 유일하게 남아있는 건물로 역사적, 건축적 가치가 높다.

## 같이 보기
- 경복궁

## 참고 자료
- 수정전 - 국가유산청 국가유산포털
- 이 문서에는 문화재청에서 공공누리 제1유형으로 배포된 자료를 바탕으로 한 내용이 포함되어 있습니다.